# Desolation of Eden
Desolation of Eden — дебютний студійний альбом американського дезкор-гурту Chelsea Grin, випущений 16 лютого 2010-го року лейблом Artery Recordings.

## Композиції
| #     | Назва                                                         | Тривалість |
| ----- | ------------------------------------------------------------- | ---------- |
| 1.    | «Judgement»                                                   | 1:13       |
| 2.    | «Desolation of Eden»                                          | 3:52       |
| 3.    | «False Sense of Sanity»                                       | 2:45       |
| 4.    | «Sonnet of the Wretched»                                      | 4:15       |
| 5.    | «Cheyne Stokes» (Перезапис треку з міні-альбому Chelsea Grin) | 2:50       |
| 6.    | «The Human Condition»                                         | 4:02       |
| 7.    | «Elysium» (Instrumental)                                      | 2:28       |
| 8.    | «Recreant» (Перезапис з міні-альбому Chelsea Grin)            | 4:26       |
| 9.    | «Cast from Perfection»                                        | 2:43       |
| 10.   | «Revenant»                                                    | 4:12       |
| 11.   | «Wasteland» (Instrumental)                                    | 2:28       |
| 35:11 |                                                               |            |

## Учасники запису
Chelsea Grin
- Alex Koehler — вокал
- Michael Stafford — гітара
- Daniel Jones — гітара
- Jacob Harmond — гітара
- David Flinn — бас-гітара
- Andrew Carlston — ударні

Продюсування
- Продюсер — Тім Ламбезіс
- Звукорежисер — Daniel Castleman
- Зведення — Stephan Hawkes